# Lärare

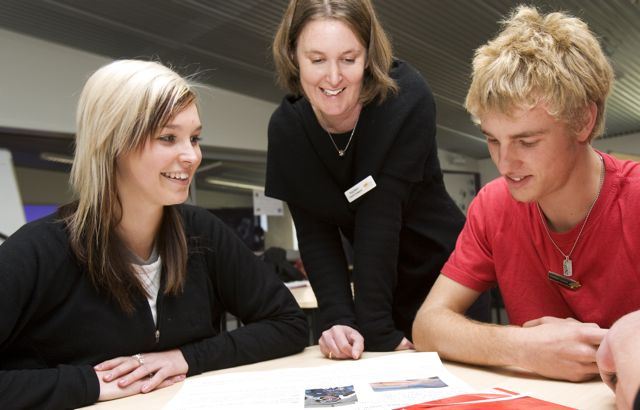
En lärare interagerar med äldre elever på en skola i Nya Zeeland.

En lärare är i allmän bemärkelse vilken person som helst, en avsändare, som undervisar, förkunnar eller handleder rörande något som är tänkt att bli till kunskap hos mottagaren. Den största kategorin människor som innehar den största och viktigaste rollen som lärare, internationellt sett, är föräldrar. De olika sätten, metoderna, att lära ut till en person eller flera personer kallas för metodik. Läran om skola och lärande kallas pedagogik och didaktik. När man bestämmer vilken lärometod som bör användas måste en lärare överväga flera faktorer hos mottagaren. Ordet har funnits i svenska språket innan 1520.

## Sverige
En utbildad lärare har i Sverige en lärarexamen som erhålls efter högskolestudier. Den 2 mars 2011 fattade riksdagen beslut om att lärarlegitimation ska införas för undervisning i grundskola och på gymnasium. Lärare med ferieanställning har vanligtvis 35 timmar reglerad arbetstid och ungefär 10 timmar så kallad förtroendearbetstid vilket ger en total arbetstid om ungefär 45 timmar per vecka  och ca 12 veckors ledig tid (däri ingår ferie och lagstadgade 5 veckors semester). Men avtalen kan skilja sig mellan skolorna. En annan anställningsform som lärare kan ha är så kallad semesteranställning och dessa följer därmed samma arbetstider som andra arbetstagare i Sverige med 40 timmars arbetsvecka och 5 veckors semester.

## Fackliga organisationer
I Sverige organiseras lärare i bland annat Lärarnas Riksförbund (Saco), Lärarförbundet (TCO) och Universitetslärarförbundet (Saco).

## Lärare i USA
I USA bestämmer varje stat kraven för att få en lärarlicens. Normalt är en bachelor's degree med en inriktning i ett certifierbart ämne (språk, konst, naturvetenskap etc.) ett minimumkrav, tillsammans med pedagogiska metoder och praktik. I alla stater måste lärare också klara av standardiserade prov på nationell, statlig eller båda nivåer i ämnena de lär ut och pedagogikmetoderna i dessa ämnen, och de är under konstant utvärdering av lokala myndigheter, staten och ibland även privata organisationer under deras första år som lärare. De flesta stater har graderade licensprogram. En licens att lära ut i en stat ger oftast rätten till en motsvarande licens i en annan stat.
Bureau of Labor Statistics beräknar att det finns 1,4 miljoner grundskolelärare, 600 000 högstadielärare (junior high), och 1 miljon gymnasielärare (high school) anställda i USA.